# Élection présidentielle américaine de 1944
L'élection présidentielle américaine de 1944 est la quarantième élection présidentielle depuis l'adoption de la Constitution américaine en 1787. Elle se déroule le mardi 7 novembre 1944. 
Le pays est alors préoccupé par la guerre qui dure depuis 3 ans (lors de la précédente élection en  novembre 1940, les États-Unis ne sont pas encore entrés en guerre). Franklin Delano Roosevelt est élu pour la quatrième fois en 1944, obtenant une très large majorité des grands électeurs et ce, malgré une campagne dynamique de son opposant républicain âgé de 42 ans, le gouverneur de New York Thomas Dewey. Mais Roosevelt meurt en avril 1945, à peine trois mois après le début de son quatrième mandat.
Roosevelt reste le seul président à avoir été élu plus de deux fois, la Constitution des États-Unis étant amendée en 1951 pour qu'aucun président ne puisse plus l'être.
L'élection de 1944 est la dernière où un démocrate remporte tous les États du Sud, la dernière fois qu'un candidat dépasse les 90 % de suffrages dans un État (94 % pour Roosevelt dans le Mississippi) et la seule où les deux principaux candidats sont originaires du même comté, le comté de Dutchess dans l'État de New York.

## Campagne électorale
(août 2021).
Le contenu est difficilement compréhensible vu les erreurs de traduction, qui sont peut-être dues à l'utilisation d'un logiciel de traduction automatique.
Les républicains ont fait campagne contre le New Deal, en proposant un gouvernement de taille plus restreinte et une dérégulation de l'économie, à un moment où la fin de la guerre semblait approcher. Néanmoins, la popularité persistante de Roosevelt était le thème principal de la campagne. Pour faire taire les rumeurs sur sa mauvaise santé, Roosevelt a insisté pour réaliser une tournée électorale vigoureuse au mois d'octobre, au cours de laquelle il a notamment défilé en voiture décapotable dans les rues.
Le point culminant de la campagne a été le discours prononcé par Roosevelt lors d'une réunion de dirigeants syndicaux, à la radio nationale, dans lequel il a ridiculisé les affirmations des républicains selon lesquelles son administration était corrompue et gaspillait l'argent des impôts. Il a particulièrement tourné en dérision une affirmation républicaine selon laquelle il avait envoyé un navire de guerre de la marine américaine pour aller chercher son terrier écossais Fala en Alaska, indiquant que « Fala était furieux » de ces rumeurs. Le discours a été accueilli par des rires nourris et des applaudissements des dirigeants syndicaux. En réponse, le gouverneur Dewey a prononcé un discours partisan cinglant à Oklahoma City quelques jours plus tard à la radio nationale, dans lequel il a accusé Roosevelt d'être « indispensable » pour corrompre les organisations démocrates des grandes villes et les communistes américains ; il a également qualifié les membres du cabinet de Roosevelt d'"équipage hétéroclite". Cependant, les succès américains sur les champs de bataille en Europe et dans le Pacifique pendant la campagne, tels que la libération de Paris en août 1944 et la victoire à la bataille du golfe de Leyte aux Philippines en octobre 1944, ont rendu le président Roosevelt imbattable. 

## Résultats
(août 2021).
Le contenu est difficilement compréhensible vu les erreurs de traduction, qui sont peut-être dues à l'utilisation d'un logiciel de traduction automatique.
Tout au long de la campagne, Roosevelt a été en tête devant Dewey dans tous les sondages, avec des marges variables. Le jour de l'élection, le candidat démocrate sortant a remporté une victoire assez nette sur son adversaire républicain. Roosevelt a remporté 36 États pour 432 votes électoraux (il en fallait 266 pour gagner), tandis que Dewey a gagné douze États et 99 votes électoraux. Lors du vote populaire, Roosevelt a remporté 25 612 916 (53,4 %) des voix contre 22 017 929 (45,9 %) pour Dewey.
La question importante était de savoir quel dirigeant, Roosevelt ou Dewey, devait être choisi pour les jours critiques de rétablissement de la paix et de reconstruction après la fin de la guerre. La plupart des électeurs américains ont conclu qu'ils devaient conserver le parti au pouvoir, et en particulier le président qui le représentait. Ils ont également estimé qu'il n'était pas sûr de le faire en "temps de guerre", compte tenu des désaccords internes de plus en plus nombreux.
Dewey a fait mieux contre Roosevelt que n'importe lequel des trois précédents opposants républicains de Roosevelt : Le pourcentage et la marge de Roosevelt sur le total des votes étaient tous deux inférieurs à ceux de 1940. Dewey a également eu la satisfaction personnelle de terminer devant Roosevelt dans sa ville natale de Hyde Park, New York, et devant Truman dans sa ville natale d'Independence, Missouri. Dewey sera à nouveau le candidat républicain à la présidence en 1948, défiant le président Truman (qui avait assumé cette fonction à la mort de FDR), et perdra à nouveau, bien que par des marges de vote populaire et électoral un peu plus faibles.
Sur les 3 095 comtés/villes indépendantes ayant fait un retour, Roosevelt a remporté le plus grand nombre de voix populaires sur 1 751 (56,58 %) tandis que Dewey en a remporté 1 343 (43,39 %). Le billet de la Texas Regular a permis de transporter un comté (0,03 %).
À New York, seul le soutien combiné des partis travailliste et libéral américains (qui se sont engagés envers Roosevelt mais qui, par ailleurs, sont indépendants des démocrates afin de préserver leur identité) a permis à Roosevelt de remporter les voix électorales de son État d'origine.
En 1944, la protestation croissante du Sud contre le leadership de Roosevelt s'est manifestée le plus clairement au Texas, où 135 553 personnes ont voté contre Roosevelt, mais pas pour le ticket républicain. Le ticket Texas Regular résulte d'une scission du parti démocrate lors de ses deux congrès d'État, le 23 mai et le 12 septembre 1944. Ce ticket, qui représentait l'élément démocrate s'opposant à la réélection du président Roosevelt, appelait à la "restauration des droits des États qui ont été détruits par le New Deal communiste" et à la "restauration de la suprématie de la race blanche", ses électeurs n'étant pas instruits.
Comme il l'avait fait en 1940, Roosevelt a été réélu avec un pourcentage de votes électoraux et populaires inférieur à celui qu'il avait obtenu lors des élections précédentes - le deuxième des trois seuls présidents américains à l'avoir fait, précédé par James Madison en 1812 et suivi par Barack Obama en 2012. Andrew Jackson en 1832 et Grover Cleveland en 1892 avaient reçu plus de votes électoraux mais moins de votes populaires, tandis que Woodrow Wilson en 1916 avait reçu plus de votes populaires mais moins de votes électoraux. 
| Inscrits                 | Inscrits                  | Inscrits                 | 85 654 000 |             |  |  |
| Abstentions              | Abstentions               | Abstentions              | 37 628 316 | 43,93 %     |  |  |
| Votants                  | Votants                   | Votants                  | 48 025 684 | 56,07 %     |  |  |
|                          |                           |                          |            |             |  |  |
| Bulletins enregistrés    | Bulletins enregistrés     | Bulletins enregistrés    | 48 025 684 |             |  |  |
| Bulletins blancs ou nuls | Bulletins blancs ou nuls  | Bulletins blancs ou nuls | 0          | 0 %         |  |  |
| Suffrages exprimés       | Suffrages exprimés        | Suffrages exprimés       | 48 025 684 | 100 %       |  |  |
|                          |                           |                          |            |             |  |  |
|                          | Candidat                  | Parti                    | Suffrages  | Pourcentage |  |  |
|                          | Franklin Delano Roosevelt | Parti démocrate          | 25 612 916 | 53,33 %     |  |  |
|                          | Thomas Dewey              | Parti républicain        | 22 017 929 | 45,85 %     |  |  |
|                          | Autres candidats          | -                        | 394 839    | 0,82 %      |  |  |

| Inscrits                 | Inscrits                  | Inscrits                 | 531       |             |  |  |
| Abstentions              | Abstentions               | Abstentions              | 0         | 0 %         |  |  |
| Votants                  | Votants                   | Votants                  | 531       | 100 %       |  |  |
|                          |                           |                          |           |             |  |  |
| Bulletins enregistrés    | Bulletins enregistrés     | Bulletins enregistrés    | 531       |             |  |  |
| Bulletins blancs ou nuls | Bulletins blancs ou nuls  | Bulletins blancs ou nuls | 0         | 0 %         |  |  |
| Suffrages exprimés       | Suffrages exprimés        | Suffrages exprimés       | 531       | 100 %       |  |  |
|                          |                           |                          |           |             |  |  |
|                          | Candidat                  | Parti                    | Suffrages | Pourcentage |  |  |
|                          | Franklin Delano Roosevelt | Parti démocrate          | 432       | 81,36 %     |  |  |
|                          | Thomas Dewey              | Parti républicain        | 99        | 18,64 %     |  |  |